# مزرعة سلعاتا
مزرعة سلعاتا هي إحدى القرى اللبنانية من قرى قضاء راشيا في محافظة البقاع.